# Tomo Vinković
Tomo Vinković je bila jugoslovanska livarna in tovarna strojev, ki je imela sedež v Bjelovaru (današnja Hrvaška). Znana je bila predvsem po malih zgibnih traktorjih, imenovanih "Tomo Vinković", ki jih je izdelovala po licenci italijanskega podjetja Pasquali.

## Zgodovina
Podjetje je bilo ustanovljeno 17. januarja 1960, ko se je podjete Metal (ustanovljeno 12. marca 1953) preimenovalo v podjetje Tomo Vinković. Sprva je podjetje nadaljevalo delo, ki ga je opravljalo prejšnje podjetje. V letu 1961 so povečali vlaganja v podjetje in kupili nekaj nove opreme s Poljske. Kasneje so leta 1964 formirali dve liniji proizvodnje, in sicer livarno železa in izgradnjo strojev. V letu 1965 so se začeli prvi pogovori s predstavniki podjetja Pasquali o proizvodnji motokultivatorjev in enostavnih traktorjev. Od takrat so začeli proizvajati prve motokultivatorje P.E.-14 in kasneje še motokultivatorje P.E.-15 ter male zgibne traktorje TV-15 in TV-18. Ti traktorji so temljili na motokultivatorjih oziroma so bili njihova nadgradnja vanje. 
Prvi zgibni traktor je bil tako zgrajen 1968. leta in je bil plod koopertivnega sodelovanja nekaterih jugoslovanskih podjetij. Leta 1972 so povečali proizvodne prostore ter pričeli s samostojnim razvojem in proizvodnjo novih modelov traktorjev. Tako so bili že leta 1976 izdelani prvi traktorji modelov TV-418, TV-521 in TV-730. Te so izdelovali do leta 1981. Po tem letu so modele nadomestili novejši, z oznakami TV-419, TV-522 in TV-731. Traktorje so tudi izvažali, in sicer na Poljsko, Češkoslovaško in Portugalsko.
Leta 1990 se je podjetje preimenovalo v Tvornica Traktora Bjelovar, leta 2000 je bil podjetju uveden stečajni postopek, 25. februarja pa je podjetje dokončno propadlo.

### Zanimivost
Ko je predsednik Jugoslavije Josip Broz Tito obiskal tovarno, je v dar dobil traktor TV-18, ki je bil nato v uporabi na Brionih.

## Izvor imena
Podjetje je poimenovano po jugoslovanskem narodnem heroju Tomu Vinkoviću, ki se je rodil 10. decembra 1909. 14. januarja 1942 je naredil samomor, preden bi ga prijeli pripadniki NDH.

## Proizvodi

### Delovni stroji

#### Kosilnice
SRK-70

#### Motokultivatorji
| Leto izdelave |       |       |       |
| Oznaka        | PE-14 | PE-15 | PE-18 |

#### Traktorji

##### Prve serije
Prve serije traktorjev so bile dejansko nadgradnja motokultivatorjev z dodajanjem zadnjega pogona s sedežem. Oznaka prvega pogona oz. motokultivatorja je PE-15 ali PE-18, z dodanim zadnjim pogonom pa je nastal TV-15 ali TV-18
| Leto izdelave |       |       |
| Oznaka        | TV-15 | TV-18 |

##### Serija 400
| Leto izdelave | 1976-1980 | 1981-1983 | 1984-1988 | 1984-1988 |
| Oznaka        | TV-418    | TV-419    | TV-420    | TV-420M   |

##### Serija 500
| Leto izdelave | 1976-1980 | 1981-1984 | 1984-1989 | 1984-1989 |
| Oznaka        | TV-521    | TV-522    | TV-523    | TV-523M   |

##### Serija 700
| Leto izdelave | 1976-1980 | 1976-1980 | 1981-1983 | 1983-1989 |
| Oznaka        | TV-730    | TV-730 S  | TV-731    | TV-732    |

##### Serija 800
| Leto izdelave |        |          |        |        |          |        |        |        |
| Oznaka        | TV-818 | TV-819 K | TV-821 | TV-822 | TV-824 S | TV-826 | TV-830 | TV-832 |

#### Transporterji
| Leto izdelave |        |         |           |         |           |
| Oznaka        | TV-512 | TV-1518 | TV-1518 H | TV-1521 | TV-1521 H |

#### Posebne izvedenke
| Leto izdelave |          |          |
| Oznaka        | TV-319 K | TV-600 D |

### Priključki

#### Črpalke
- TV-600 L

#### Freze
- TV-77
- TV-95

#### Kosilnice
V sodelovanju s podjetjem Gramip-TPS.
- TV-IDEAL 120
- TV-IDEAL 140

#### Prikolice
- TPP-1,5